# Cantó de Fontaine
El cantó de Fontaine és un cantó francès del departament del Territori de Belfort, situat al districte de Belfort. Té 18 municipis i el cap és Fontaine.

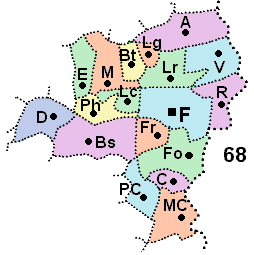
Municipis del Cantó de Fontaine

## Municipis
- Angeot (A)
- Bessoncourt (Bs)
- Bethonvilliers (Bt)
- Cunelières (C)
- Denney (D)
- Eguenigue (E)
- Fontaine (F)
- Foussemagne (Fo)
- Frais (Fr)
- Lacollonge (Lc)
- Lagrange (Lg)
- Larivière (Lr)
- Menoncourt (M)
- Montreux-Château (MC)
- Petit-Croix (PC)
- Phaffans (Ph)
- Reppe (R)
- Vauthiermont (V)

## Història
| Data d'elecció                           | Identitat           | Partit                     | Qualitat |
| ---------------------------------------- | ------------------- | -------------------------- | -------- |
| 1951-1976                                | Célestin Juif       | MRP, després divers droite |          |
| 1976-1982                                | M. Iffenecker       | PS                         |          |
| 1982-1990                                | Yvan Damidaux       | PS                         |          |
| 1990-                                    | Anne-Marie Forcinal | PS                         |          |
| les dades anteriors no són pas conegudes |                     |                            |          |
|                                          |                     |                            |          |

## Demografia
| A partir de 1990: Població sense dobles comptes |